# Schwanenspiegel
Der Schwanenspiegel ist ein See in Düsseldorf-Unterbilk. Er gehört zu den Gewässern, die aus den ursprünglichen Schutzgewässern der Festung Düsseldorf nach der Schleifung ab 1802 entstanden. Mit dem südlicher liegenden Kaiserteich wird ein Doppelteich gebildet, der aber weitgehend durch zwei Halbinseln getrennt wird und dessen beide Gewässer nur durch eine schmale überbrückte Wasserverbindung verbunden sind.

## Lage
Das Gewässer liegt zwischen der Elisabethstraße im Osten und der Wasserstraße im Westen. Nördlich liegt die Haroldstraße mit dem Schwanenmarkt und südlich des Kaiserteiches befinden sich das Ständehaus und die Ständehausstraße. Durchflossen und mit Wasser gespeist wird das Gewässer von der südlichen Düssel.

## Geschichte
Nach den Vorgaben des Friedens von Lunéville 1801 durften die Düsseldorfer Festungsanlagen nicht wieder aufgebaut werden. Diese bestanden aus Bastionen mit vorgelagerten Ravelins und Schutzgewässern. Der beim Niederlegen der Festungswerke anfallende Schutt wurde für die Auffüllung der Schutzgewässer verwendet. Folge war, dass das Gebiet im Süden der alten Kernstadt ab Anfang des 19. Jahrhunderts weitgehend ein ödes und in weiten Bereichen auch ein versumpftes Gelände wurde. Nicht verfüllt wurde ein Teil der ehemaligen Schutzgewässer, wie zum Beispiel der längliche Cameralweiher, der im Bereich der späteren Elisabethstraße lag. Als 1811 Napoleon zudem verfügt hatte, dass das gesamte ehemalige Gelände der Festungswerke in das Eigentum der Stadt Düsseldorf übergehen sollte, konnten konkrete Planungen für ein Gesamtkonzept erfolgen. 
Unter Federführung von Maximilian Friedrich Weyhe wurde 1819 ein kompletter Ring von Parkanlagen mit eingelagerten Teichen um die alte Kernstadt geplant. Für den Anschluss dieser Parkanlagen an die alte Kernstadt und das Umland erforderliche Straßenanpassungen waren ebenfalls Bestandteil des Gesamtplanes. Dieser Gesamtplan, der auf Ideen des Englischen Landschaftsgartens fußte und an dem auch der Stadtplaner Adolph von Vagedes mitgewirkt hatte, sah auf der Südseite Düsseldorfs einen großen, mit der heutigen Königsallee verbundenen Landschaftsgarten rings um einen zusammenhängenden Gewässerkomplex aus Kaiserteich, Schwanenspiegel und Spee’schem Graben vor. Die heutige Haroldstraße, die am nördlichen Ende des Parkgeländes liegt, war in diesem Plan nicht vorgesehen.
Dieser Entwicklungsplan wurde am 4. Juni 1831 von der preußischen Regierung in Berlin per Kabinetts-Order genehmigt. Bestandteil der Genehmigung war, dass im näheren Umkreis des gesamten Änderungsbereichs neu errichtete Gebäude für 25 Jahre von der Steuer befreit wurden. Hierdurch sollte eine schnelle Bebauung an den Rändern der Parks erreicht werden.
Im Süden wurde vor dem Berger Tor in den 1830er Jahren der Umbau des Bereiches Spee’scher Graben durchgeführt. Zusätzlich wurde etwas später auch mit der Umgestaltung des umfangreichen Öd- und Sumpfgeländes südlich der heutigen Haroldstraße begonnen.

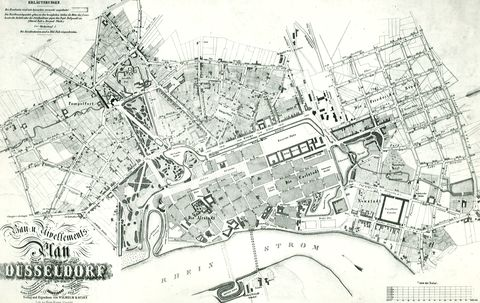
Stadtplan 1854 / Bau- und Nivellements-Plan über die Erweiterung der Stadt Düsseldorf

Im Bereich der späteren Haroldstraße hatte die Bastion Paul mit ihrer vorgelagerten Kontergarde gelegen. In einer „Gemeinde-Charte“ der Stadt Düsseldorf, Stand 1830, sind die Umrisse der Gewässer Schwanenspiegel und Kaiserteich schon grob erkennbar.  Ab 1842 erhielt das Gelände mit den begleitenden Parkanlagen zu den beiden Teichen seine endgültige Form, die weitgehend auch noch aktuell besteht. 
Das Gelände einer ehemaligen Kontergarde wurde dabei für die beiden Halbinseln zwischen beiden Teichen genutzt. Für die Wassereinspeisung über die Südliche Düssel, die über den Kaiserteich erfolgt, erhielten sowohl der Stadtgraben an der heutigen Königsallee wie auch der Spee’sche Graben eine Verbindung mit dem Schwanenspiegel. In den beiden Stadtplänen von „nach 1810“ und „1854“ ist die Situation vor und nach der Anlegung der neuen Parks mit ihren Gewässern im Süden der Stadt dargestellt. Allerdings war 1854 die Verbindung zwischen Schwanenspiegel und Stadtgraben weitgehend noch als offener Graben ausgeführt. Für die südliche Verlängerung der Kasernenstraße zur neuen Elisabethstraße ab 1832 wurde dieser Graben überbrückt. Die vollständige Überwölbung dieser offenen Düsselverbindung und Verlegung ab der Königsallee in den Untergrund erfolgte 1856.
1869 kaufte die Stadt Düsseldorf das Gelände des Lohhofes, dessen Ländereien sowohl westlich vom Schwanenspiegel wie auch südlich vom Kaiserteich lagen, und verpachtete sie für 12 Jahre. Vertragsbestandteil des Pachtvertrages war die Vorgabe, am südlichen Ufer des Kaiserteiches ein Restaurant zu errichten und zu betreiben.

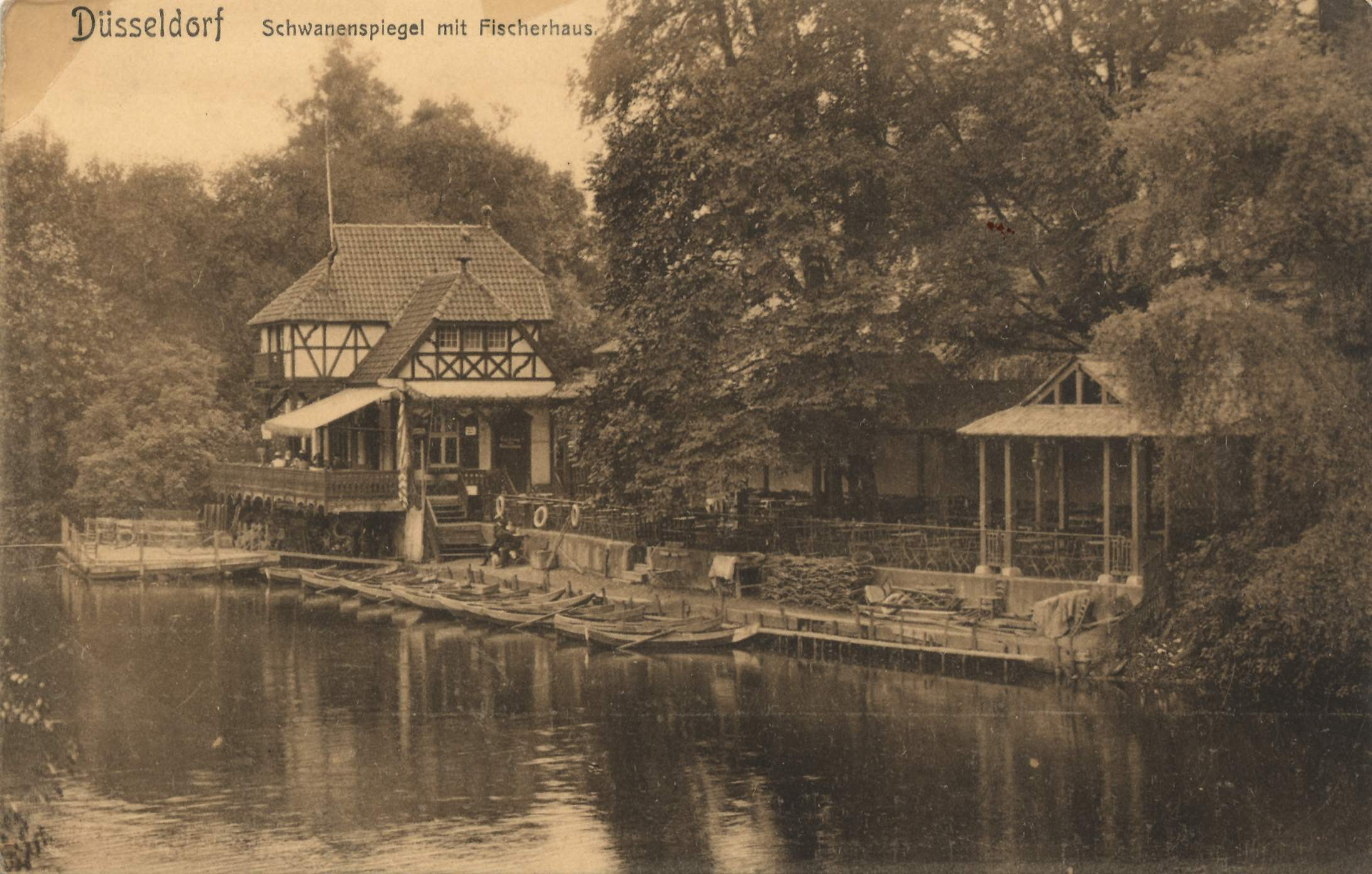
Fischerhaus am Schwanenspiegel, um 1900

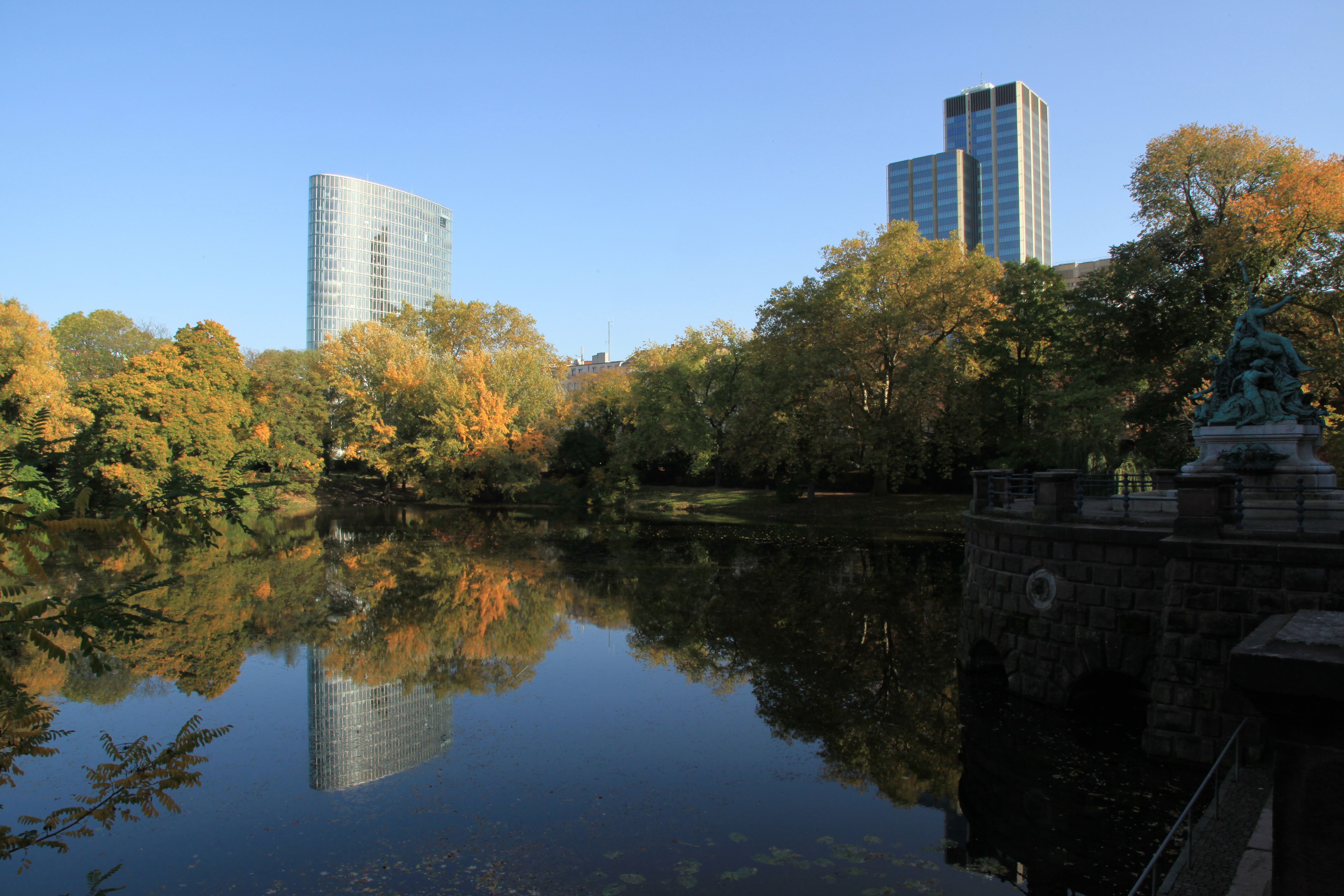
Kaiserteich

1875 wurde das Gelände südlich des Kaiserteiches vom ehemaligen Lohhof von der Stadt kostenlos der Regierung der Rheinprovinz zur Verfügung gestellt. Auf diesem Gelände wurde das Ständehaus als Ersatz für den Provinziallandtag errichtete, der davor im 1872 abgebrannten Düsseldorfer Schloss sein Domizil hatte.
Wegen der Errichtung des Ständehauses musste das auf dem Baugelände vorhandene Restaurant wieder abgerissen werden. Als Ersatz wurde das „Fischerhäuschen“ am Westufer des Schwanenspiegels um 1876 neu errichtet. Dieses war bei der Bevölkerung sehr beliebt, da dort im Sommer Kahnverleih, Gondelfahrten und wöchentlich Freiluftkonzerte angeboten und im Winter, falls es kalt genug war, eine Eisbahn angelegt wurden. Die Summen der Pachtverträge für Restaurant und den Kahnverleih sind im Gemeinde-Etat fortlaufend bis 1914 angeführt. Im Zweiten Weltkrieg wurde das Fischerhäuschen völlig zerstört, danach erneuert und bereits 1951 wieder eröffnet.

## Sonstiges
Wie bei allen angelegten Gewässern in der Stadt mussten auch Schwanenspiegel und Kaiserteich regelmäßig entschlammt und die Uferbereiche gereinigt und überarbeitet werden. In den Etats der Stadt sind ab der zweiten Hälfte des 19. Jahrhunderts regelmäßig entsprechende Summen für diese Arbeiten angeführt. Bei einer Überarbeitung des nördlichen Seeufers an der Einmündung der Poststraße in die Haroldstraße wurde dieser Uferbereich 1882 auf 37 m Länge überbaut, aufgefüllt und das Wasser der Düssel in diesem Bereich über einen neuen Verbindungskanal in den Spee’schen Graben abgeleitet.
In den 1880er Jahren baute die Stadt Düsseldorf ein Abwassernetz mit Haupt- und Nebensammlern. Mit Fertigstellung der verschiedenen Abschnitte konnten in den betreffenden Stadtbereichen die Straßenentwässerungen daran angeschlossen werden. Die bisherige Ableitung dieser Abwässer in die diversen offenen Gewässern und die Düssel entfiel nach dem Umschluss. Für Schwanenspiegel und Kaiserteich wurde die Einleitung der Straßenabwässer von Herzog- und Elisabethstraße ab 1884 beendet. Hierdurch wurde der Schmutzeintrag in diese Gewässer deutlich verringert und die Zeitabstände für die regelmäßigen Entschlammungen verlängerten sich.